# Elfriede Ott

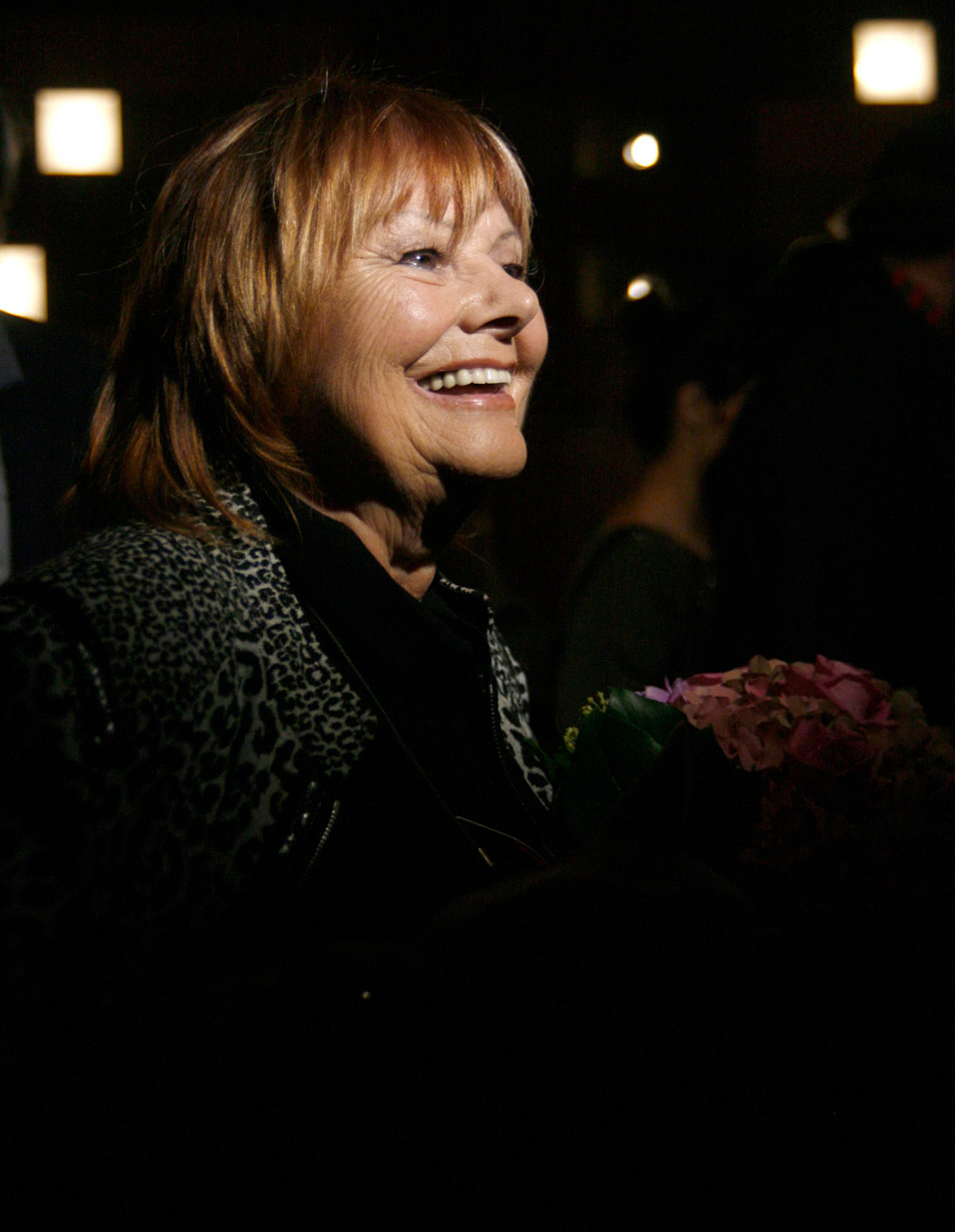
Elfriede Ott (2010)

Elfriede „Evi“ Ott (* 11. Juni 1925 in Wien; † 12. Juni 2019 ebenda) war eine österreichische Schauspielerin, Hörspielsprecherin, Regisseurin, Kabarettistin, Sängerin, Intendantin, Schauspielschulleiterin, Josefstadt-Doyenne und Autorin.

## Leben
Ott wuchs im 1. Wiener Gemeindebezirk auf, wo ihr als Uhrmachermeister tätiger Vater Franz in der Seitzergasse Nr. 5 (angrenzend an die Kirche am Hof) ein eigenes Geschäft führte. Sie hatte einen vier Jahre älteren Bruder, der im Krieg fiel. Kurze Zeit nach dem Tod des Bruders verlor Ott auch ihren Vater, als er sie von einem Bahngleis zog, in dem sie sich verhakt hatte, und er dabei von einem Zug angefahren wurde. Danach wandte sich die gelernte Uhrmacherin mit Unterstützung ihrer Mutter dem Theater zu.
Nach privatem Schauspielunterricht bei der Burgschauspielerin Lotte Medelsky debütierte sie am 26. Mai 1944 in Gerhart Hauptmanns Die goldene Harfe am Wiener Burgtheater, wo sie fünf Jahre lang auf der Bühne stand. Danach war sie am Landestheater Graz (1949/50), bei verschiedenen Wiener Theatern und Kabaretts, am Operettenhaus Hamburg (1956) und wieder am Burgtheater (1957) tätig. 1958 wechselte sie an das Theater in der Josefstadt in Wien, dessen Ensemble sie seither angehörte. Ihr erster Mann war Ernst Waldbrunn, ebenfalls Ensemble-Mitglied. Ihre Hauptaufgabe sah sie in der Pflege der Wiener Komödie und der Förderung junger Talente.
Mit ihrem Lebensgefährten und späteren Ehemann Hans Weigel – die Hochzeit war am 9. Jänner 1991, nur wenige Monate vor Weigels Tod – initiierte Ott 1983 die bis 2012 jährlich im Sommer stattfindenden Nestroy-Spiele auf der Burg Liechtenstein in Maria Enzersdorf bei Wien, bei denen sie selbst mitspielte und auch Regie führte. Dort gab sie vor allem ihren Schülern die Gelegenheit, erste Bühnenerfahrungen zu sammeln. Ab 2001 war Otts Adoptivsohn Goran David dort Co-Intendant und Produktionsleiter.
Im Jahr 1985 wurde Ott Leiterin der Schauspielabteilung des Konservatoriums der Stadt Wien. Nach ihrem Ausscheiden gründete sie 2005 zusammen mit Gernot Haas die private Schauspielakademie Elfriede Ott.
Im ORF war sie in Fernsehserien wie Die liebe Familie zu sehen. 2010 spielte sie in dem Film Die unabsichtliche Entführung der Frau Elfriede Ott unter der Regie von Andreas Prochaska sich selbst. Im Jahre 2013 kündigte Ott an, nicht mehr Theater zu spielen.
Sie trat oft gemeinsam mit Fritz Muliar und Gerhard Bronner auf. Ott war Trägerin der österreichischen Berufstitel Professorin und Kammerschauspielerin.
Elfriede Ott starb im Juni 2019, einen Tag nach ihrem 94. Geburtstag. Am 28. Juni 2019 wurde sie im Ehrengrab ihres Ehemannes Hans Weigel (1908–1991) auf dem Wiener Zentralfriedhof (Gruppe 33G, Nummer 79) beigesetzt.
Im Sommer 2020 wurden Teile ihres Nachlasses auf der österreichischen Auktionsplattform Aurena.at versteigert.

## Filmografie (Auswahl)

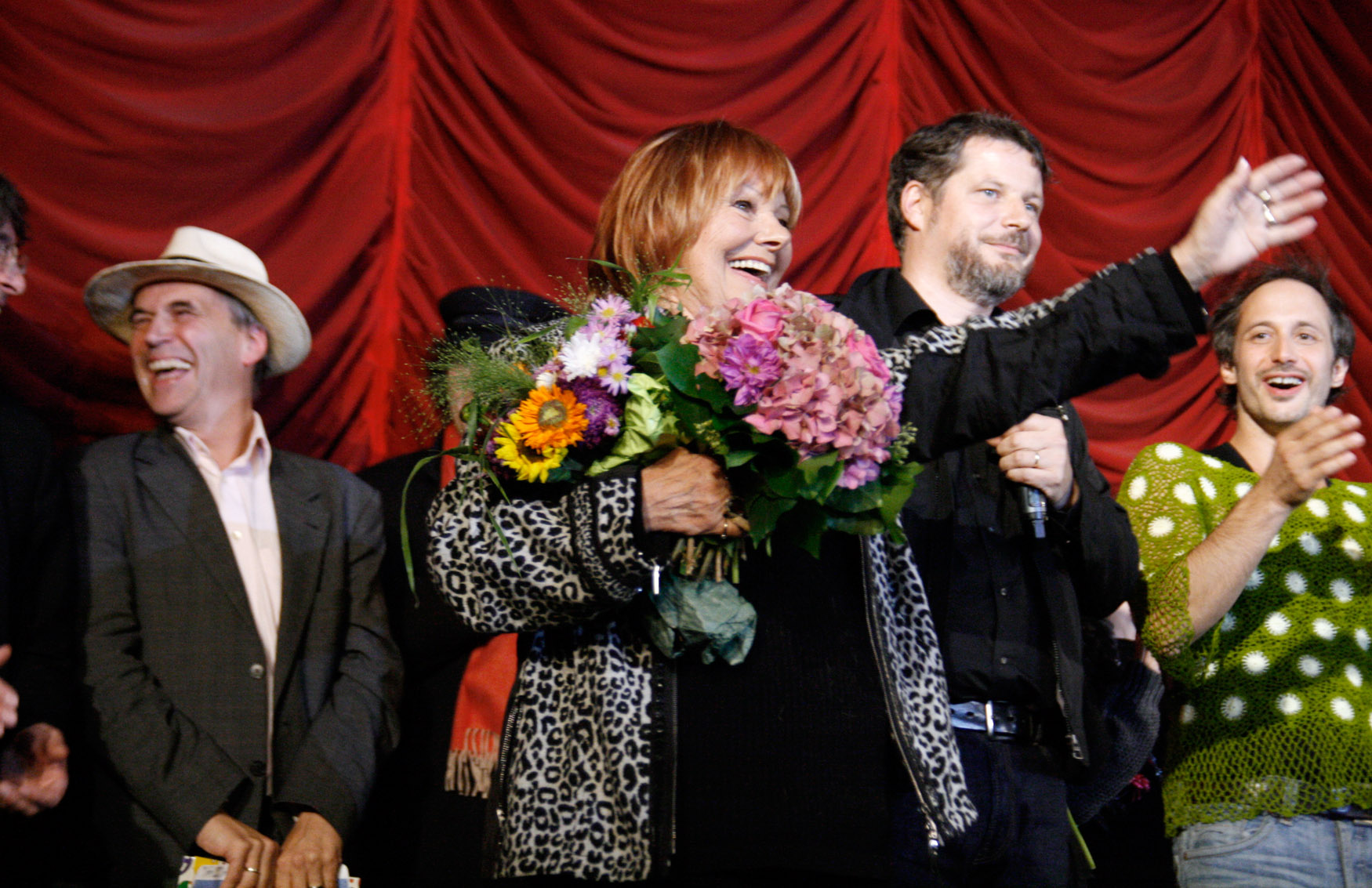
Elfriede Ott, Andreas Prochaska, Michael Ostrowski und das Kollegium Kalksburg bei der Premiere von Die unabsichtliche Entführung der Frau Elfriede Ott (2010)

- 1949: Das Siegel Gottes

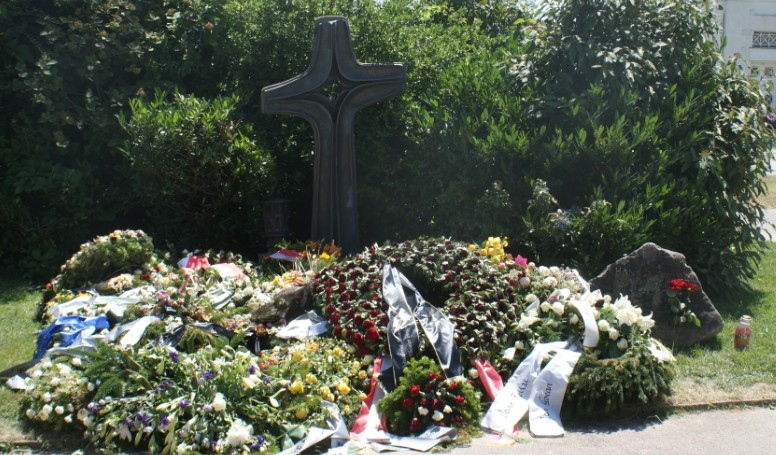
Grabstätte von Elfriede Ott

- 1949: Mein Freund Leopold (Mein Freund, der nicht nein sagen kann)
- 1952: Ich hab’ mich so an Dich gewöhnt
- 1953: Im Krug zum grünen Kranze (Die 5 Karnickel)
- 1958: Liebelei
- 1958: Die Conways und die Zeit
- 1958: Juchten und Lavendel
- 1961: Die Ballade vom Franz und der Marie
- 1961: Höllenangst
- 1964: Die Bekehrung des Ferdys Pistora
- 1966: Minister gesucht
- 1966: Katzenzungen (Theater-Fernsehaufzeichnung)
- 1968: Die Landstreicher
- 1971: Wiener Totentanz
- 1971: Die Zuckerbäckerin
- 1972: Die lustigen Klassiker
- 1973–1974: Hallo – Hotel Sacher … Portier! (Fernsehserie, 26 Episoden)
- 1979: Laßt uns lügen
- 1980–1993: Die liebe Familie (Fernsehserie, 243 Episoden)
- 1980: Der Mustergatte (ORF Aufzeichnung aus den Wiener Kammerspielen)
- 1980: Keine Leiche ohne Lilli
- 1982: Die Perle Anna
- 1990: Ein Lied aus Wien / Flieder aus Wien
- 1992: Duett
- 1995: Zum Glück gibt’s meine Frau / Ein Mann in der Krise
- 1997: Schlosshotel Orth (Fernsehserie, 1 Episode)
- 2010: Die unabsichtliche Entführung der Frau Elfriede Ott

## Hörspiele (Auswahl)
- 1952: Georges Hoffmann: Väter und Töchter – Bearbeitung und Regie: Otto Ambros (Hörspiel – ORF Wien)
- 1955: Ferdinand Bruckner: Napoleon und die Frauen (Marie Louise) – Bearbeitung und Regie: Otto Ambros (Hörspiel – ORF Wien)
- 1955: Günther Weisenborn: Zwei Engel steigen aus – Bearbeitung und Regie: Werner Riemerschmid (Hörspielbearbeitung, Science-Fiction-Hörspiel – ORF Wien)
- 1960: Ernst Wurm: Cäcilie (Der Schultag) (Berta Krenn) – Regie: Erich Schwanda (Hörspiel – ORF Wien)
- 1962: Hans Friedrich Kühnelt: Ein Tag mit Edward (Eve Turner) – Bearbeitung und Regie: Helmut Schwarz (Original-Hörspiel, Science Fiction-Hörspiel – ORF Wien)
- 1963: Wolfgang Altendorf: Der Teufel an der Wand (Janine) – Regie: Peter Albert Stiller (Originalhörspiel – ORF Wien)
- 1966: Fritz Walden: Liebhaberbühne -Bearbeitung und Regie: Hans Krendlesberger (Originalhörspiel – ORF Oberösterreich)
- 1967: Hans Krendlesberger: Die Aufgabe (Frl. Winter) – Regie: Edwin Zbonek (Hörspiel – ORF Wien)
- 1969: August von Kotzebue: Sorgen ohne Not und Not ohne Sorgen (Pauline, Bebefrosts Mündel) – Regie: Fritz Muliar (Hörspielbearbeitung – ORF Wien)
- 1970: Ring Lardner: Ruhestätte – Regie: Ferry Bauer (Hörspielbearbeitung – ORF Oberösterreich)
- 1971: Jean Anouilh: Leocadia (Amanda, Modistin) – Bearbeitung und Regie: Klaus Gmeiner (Hörspielbearbeitung – ORF Salzburg)
- 1973: Miklós Gyárfás: Vier Fräulein in der Höhe – Regie: Götz Fritsch (Hörspiel – ORF Wien)
- 1981: Georges Feydeau: Lauf bloß nicht splitternackt herum (Clarisse, Julien Ventrouxs Frau) – Regie: Ferry Bauer (Hörspielbearbeitung – ORF Oberösterreich)
- 2002: Diverse: Theater ohne Vorhang (22): Elfriede Ott erinnert sich an 50 Jahre Hörspielarbeit – Bearbeitung und Regie: Klaus Gmeiner (ORF Salzburg)

Quelle: OE1-Hörspieldatenbank

## Comic
In dem 2014 im Amalthea Signum Verlag erschienenen Comic Der Blöde und der Gscheite – Die besten Doppelconferencen (Text: Hugo Wiener, Zeichnungen: Reinhard Trinkler) hat Elfriede Ott mehrere Gastauftritte in gezeichneter Form. Die Hauptfigur der rothaarigen Salome Pockerl in der 2015 im Verlag Edition Steinbauer erschienenen Graphic Novel Der Talisman (Text: Johann Nestroy, Zeichnungen: Reinhard Trinkler) ist ebenfalls der Schauspielerin nachempfunden.

## Auszeichnungen (Auszug)
- 1969 Kainz-Medaille
- 1980 Nestroy-Ring
- 2001 Goldenes Ehrenzeichen für Verdienste um das Land Wien
- 2002 Platin Romy
- 2001 Großes Silbernes Ehrenzeichen für Verdienste um die Republik Österreich[6]
- 2007 Undine Award für ihr Lebenswerk als Nachwuchsförderin
- 2009 Doyenne am Theater in der Josefstadt
- 1985 Ehrenmedaille der Bundeshauptstadt Wien in Gold
- Goldenes Verdienstzeichen des Landes Salzburg
- 1973 Österreichisches Ehrenkreuz für Wissenschaft und Kunst I. Klasse
- Großes Goldenes Ehrenzeichen für Verdienste um das Bundesland Niederösterreich
- Titel Professor
- Titel Kammerschauspielerin
- Ehrenpräsidentin Österreichische Rettungshundebrigade (ÖRHB)